# 疣棘溪蟾
疣棘溪蟾（学名：Bufo tuberospinius）一种于中华人民共和国云南省腾冲市高黎贡山大蒿坪发现的两栖动物，隶属于蟾蜍科蟾蜍屬。

## 形态特征
疣棘溪蟾体型中等，雄蟾体长51～66毫米，雌蟾体长79～85毫米。通体具有圆形和长椭圆形疣粒，疣粒顶部有黑色或棕色角质刺。身体背面一般呈浅棕或棕黑色，有极细的灰色或灰黄色脊纹；身体腹面一般为灰棕色具有棕黑色斑纹。

## 保护
本种于2023年被收录入《有重要生态、科学、社会价值的陆生野生动物名录》。